# Codice di Madrid
Il Codice di Madrid (conosciuto anche come Codice Tro-Cortesianus) è un manoscritto in lingua maya, risalente al periodo preispanico, più precisamente al tardo periodo postclassico mesoamericano.
Attualmente è conservato presso il Museo de América a Madrid ed è, a detta stessa del museo, il reperto di maggior valore della collezione. È formato da 112 pagine (56 fogli totali) di fibra vegetale scritte su entrambi i lati, suddivise in due differenti parti: il Codice Troano ed il Codice Cortesianus, riuniti nel 1888 ed, in origine, di proprietà di privati.
Il documento descrive il Tzolkin, o ciclo di 260 giorni, espone complessi calcoli matematici, descrive equazioni astronomiche basate sui cicli lunari e sulle eclissi di Venere, e descrive come devono essere organizzate le attività quotidiane del popolo, come la caccia, l'agricoltura e la lavorazione del legno, in relazione ai periodi dell'anno. È interessante notare le forti implicazioni religiose e magiche di questo codice: i protagonisti delle scene sono quasi sempre raffigurati come numerosi gruppi di persone accompagnate da divinità e entità soprannaturali (Itzamná, Sak Chel, Chak, Ahaw, K'in...). È  probabile che questo documento fosse un'opera pensata per lo studio e consulta da parte dei sacerdoti e indovini piuttosto che per essere letta dalla gente comune.
Si ritiene che il codice provenga dall'antica città di Tayasal, l'odierna Flores, nel nord del Guatemala, l'ultima città maya conquistata nel 1697. Si pensa inoltre che sia stato proprio Hernán Cortés a portare le due parti del codice in Europa e a donarle alla corte spagnola.